# Sommer-Paralympics 2016/Teilnehmer (Unabhängige Paralympicsteilnehmer)
| stlisierte Goldmedaille | stlisierte Silbermedaille | stlisierte Bronzemedaille |
| ----------------------- | ------------------------- | ------------------------- |
| —                       | —                         | —                         |

Zum ersten Mal nahm ein Team Unabhängiger Paralympicsteilnehmer, bestehend aus zwei Athleten, an den Paralympischen Sommerspielen teil, die 2016 in Rio de Janeiro stattfanden. Hierbei handelte es sich um Flüchtlinge bzw. Asylsuchende. Als ihr Chef de Mission fungierte der Brite Tony Sainsbury, der bereits fünfmal das britische Paralympics-Team betreut hatte.

## Mitglieder der Mannschaft
| Parathlete         |   | Herkunftsland | Teilnahmeland      | Sportart       |
| ------------------ | - | ------------- | ------------------ | -------------- |
| Ibrahim Al Hussein | ♂ | Syrien        | Griechenland       | Schwimmen      |
| Shahrad Nasajpour  | ♂ | Iran          | Vereinigte Staaten | Leichtathletik |

## Teilnehmer nach Sportarten

### Leichtathletik
| Athleten          | Wettbewerb       | Vorkampf | Vorkampf | Halbfinale | Halbfinale | Finale  | Finale | Rang |
| Athleten          | Wettbewerb       | Weite    | Rang     | Weite      | Rang       | Weite   | Rang   | Rang |
| ----------------- | ---------------- | -------- | -------- | ---------- | ---------- | ------- | ------ | ---- |
| Shahrad Nasajpour | Diskuswerfen T37 | –        | –        | –          | –          | 39,64 m | 11     | 11   |

### Schwimmen
| Athleten           | Wettbewerb        | Vorlauf     | Vorlauf | Finale        | Finale        | Rang |
| Athleten           | Wettbewerb        | Zeit        | Rang    | Zeit          | Rang          | Rang |
| ------------------ | ----------------- | ----------- | ------- | ------------- | ------------- | ---- |
| Ibrahim Al Hussein | 50 m Freistil S9  | 35,54 s     | 7       | ausgeschieden | ausgeschieden | 18   |
| Ibrahim Al Hussein | 100 m Freistil S9 | 1:20,98 min | 7       | ausgeschieden | ausgeschieden | 21   |